# Garage Inc.
Garage Inc. è un album cover/compilation del gruppo musicale statunitense Metallica, pubblicato il 24 novembre 1998 dalla Elektra Records.
È uno degli album tributo di maggior successo commerciale di sempre ed è stato inserito tra i 500 migliori album rock e metal della storia da Rock Hard.

## Descrizione
Il titolo nasce dalla fusione del loro EP The $5.98 E.P.: Garage Days Re-Revisited con il loro brano Damage, Inc., presente in Master of Puppets.
Composto da due dischi, il primo contiene delle cover registrate nel 1998 mentre il secondo contiene tutte le cover inserite come b-side nei singoli pubblicati in precedenza dal gruppo: le prime cinque tracce provengono dall'EP The $5.98 E.P.: Garage Days Re-Revisited (1987), Am I Evil? e Blitzkrieg provengono dal singolo Creeping Death (1984), Breadfan e The Prince sono tratte dal singolo Harvester of Sorrow (1988), Stone Cold Crazy proviene dal singolo Enter Sandman (1991), So What e Killing Time sono tratte dal singolo The Unforgiven (1991) e infine le ultime quattro tracce provengono dalla versione limitata del singolo Hero of the Day (1996).
Il brano Mercyful Fate è un medley dell'omonimo gruppo costituito da Satan's Fall, Curse of the Pharaohs, A Corpse Without Soul, Into the Coven e da Evil. Sabbra Cadabra è un medley tra Sabbra Cadabra e A National Acrobat dei Black Sabbath, brani entrambi presenti in Sabbath Bloody Sabbath.

## Tracce
CD 1 – New Recordings '98
1. Free Speech for the Dumb – 2:35 (Cal Morris, Rainy Wainwright, Garry Maloney, Bones Roberts) – originariamente interpretata dai Discharge
2. It's Electric – 3:33 (Sean Harris, Brian Tatler) – originariamente interpretata dai Diamond Head
3. Sabbra Cadabra – 6:20 (Ozzy Osbourne, Tony Iommi, Geezer Butler, Bill Ward) – originariamente interpretata dai Black Sabbath
4. Turn the Page – 6:06 (Bob Seger) – originariamente interpretata da Bob Seger
5. Die, Die My Darling – 2:26 (Glenn Danzig) – originariamente interpretata dai Misfits
6. Loverman – 7:52 (Nick Cave) – originariamente interpretata dai Nick Cave and the Bad Seeds
7. Mercyful Fate – 11:10 (Hank Shermann, King Diamond) – originariamente interpretata dai Mercyful Fate
8. Astronomy – 6:37 (Sandy Pearlman, Albert Bouchard, Joe Bouchard) – originariamente interpretata dai Blue Öyster Cult
9. Whiskey in the Jar – 5:04 (brano tradizionale) – originariamente interpretata dai Thin Lizzy
10. Tuesday's Gone – 9:03 (Allen Collins, Ronnie Van Zant) – originariamente interpretata dai Lynyrd Skynyrd
11. The More I See – 4:48 (Cal Morris, Rainy Wainwright, Garry Maloney, Bones Roberts) – originariamente interpretata dai Discharge

CD 2
- Garage Days Re-Revisited '87

1. Helpless – 6:38 (Sean Harris, Brian Tatler) – originariamente interpretata dai Diamond Head
2. The Small Hours – 6:42 (Holocaust) – originariamente interpretata dagli Holocaust
3. The Wait – 4:55 (Killing Joke) – originariamente interpretata dai Killing Joke
4. Crash Course in Brain Surgery – 3:11 (Burke Shelley, Tony Bourge, Ray Phillips) – originariamente interpretata dai Budgie
5. Last Caress/Green Hell – 3:31 (Glenn Danzig) – originariamente interpretata dai Misfits

- Garage Days Revisited '84

1. Am I Evil? – 7:50 (Sean Harris, Brian Tatler) – originariamente interpretata dai Diamond Head
2. Blitzkrieg – 3:36 (Ian Jones, Brian Smith, James Sirotto) – originariamente interpretata dai Blitzkrieg

- B-Sides & One-Offs '88-'91

1. Breadfan – 5:41 (Burke Shelley, Tony Bourge, Ray Phillips) – originariamente interpretata dai Budgie
2. The Prince – 4:24 (Sean Harris, Brian Tatler) – originariamente interpretata dai Diamond Head
3. Stone Cold Crazy – 2:18 (Freddie Mercury, Brian May, Roger Taylor, John Deacon) – originariamente interpretata dai Queen
4. So What – 3:08 (Chris Exall, Nick Culmer) – originariamente interpretata dagli Anti-Nowhere League
5. Killing Time – 3:03 (Sweet Savage) – originariamente interpretata dai Sweet Savage

- Motorheadache '95

1. Overkill – 4:04 (Lemmy Kilmister, Eddie Clarke, Phil Taylor) – originariamente interpretata dai Motörhead
2. Damage Case – 3:40 (Lemmy Kilmister, Eddie Clarke, Mick Farren, Phil Taylor) – originariamente interpretata dai Motörhead
3. Stone Dead Forever – 4:51 (Lemmy Kilmister, Eddie Clarke, Phil Taylor) – originariamente interpretata dai Motörhead
4. Too Late Too Late – 3:12 (Lemmy Kilmister, Eddie Clarke, Phil Taylor) – originariamente interpretata dai Motörhead

## Formazione
Hanno partecipato alle registrazioni, secondo le note di copertina:
Gruppo
- James Hetfield – chitarra, voce
- Lars Ulrich – batteria
- Kirk Hammett – chitarra
- Jason Newsted – basso
- Cliff Burton – basso (CD 2: tracce 6 e 7)

Altri musicisti (CD 1: traccia 10)
- Jerry Cantrell – chitarra
- Les Claypool – banjo
- Pepper Keenan – voce aggiuntiva
- Sean Kinney – percussioni aggiuntive
- Jim Martin – chitarra
- John Popper – armonica
- Gary Rossington – chitarra aggiuntiva

Produzione
- Bob Rock – produzione (CD 1, CD 2: tracce 11 e 12)
- James Hetfield – produzione (CD 1, CD 2: tracce 11 e 12)
- Lars Ulrich – produzione (CD 1, CD 2: tracce 11 e 12)
- Randy Staub – ingegneria del suono (CD 1, CD 2: tracce 11 e 12), missaggio
- Brian Dobbs – ingegneria del suono aggiuntiva (CD 1)
- Kent Matcke – assistenza tecnica (CD 1)
- Leff Lefferts – assistenza tecnica (CD 1)
- Chris Manning – assistenza tecnica (CD 1)
- Mike Fraser – missaggio (CD 1)
- George Marino – mastering (CD 1), rimasterizzazione (CD 2)
- Metallica – produzione (CD 2: tracce 1-7)
- Csaba "The Hut" Petocz – ingegneria del suono (CD 2: tracce 1-5)
- Mark Whitaker – produzione (CD 2: tracce 6 e 7)
- Jeffrey "Nick" Norman – ingegneria del suono (CD 2: tracce 6 e 7)
- Mike Clink – ingegneria del suono (CD 2: tracce 8 e 9)
- Toby "Rage" Wright – ingegneria del suono (CD 2: tracce 8-10)
- Flemming Rasmussen – missaggio (CD 2: tracce 8 e 9)
- Andie Airfix – design
- Anton Corbijn – fotografia frontale
- Ross Halfin – fotografia retro e fotografia aggiuntiva
- Mark Leialoha – fotografia aggiuntiva

## Classifiche
| Classifica (1998/99) | Posizione massima |
| -------------------- | ----------------- |
| Australia            | 2                 |
| Austria              | 3                 |
| Belgio (Fiandre)     | 9                 |
| Belgio (Vallonia)    | 31                |
| Canada               | 3                 |
| Finlandia            | 1                 |
| Francia              | 9                 |
| Germania             | 1                 |
| Italia               | 18                |
| Messico              | 97                |
| Norvegia             | 1                 |
| Nuova Zelanda        | 3                 |
| Paesi Bassi          | 8                 |
| Regno Unito          | 29                |
| Spagna               | 11                |
| Stati Uniti          | 2                 |
| Svezia               | 1                 |
| Svizzera             | 10                |